# Стайкос, Пасхалис
Пасхалис Стайкос (греч. Πασχάλης Στάικος; 2 августа 1996, Драма, Греция) — греческий футболист, опорный полузащитник клуба «Панатинаикос».

## Клубная карьера
Стайкос — воспитанник клуба «Панатинаикос». 7 июня 2015 года в матче против столичного «Атромитоса» он дебютировал в греческой Суперлиге.

## Международная карьера
В 2015 году Курулис в составе юношеской сборной Греции принял участие в юношеском чемпионате Европы в Греции. На турнире он сыграл в матчах против команд Украины, Австрии,Франции, России.